# Sole Giménez
Soledad Giménez Muñoz (París, Francia, 27 de febrero de 1963), más conocida como Sole Giménez, es una cantante, autora y compositora española que ha desarrollado su carrera profesional a lo largo de cuarenta años tanto en España como en América. 
Ejerció como consejera del Consejo Valenciano de Cultura, de 2014 hasta julio de 2018. Desde diciembre de 2024 es presidente de la Academia de la Música de España. 
Empezó cantando con once años y desde entonces nunca ha dejado de hacer música. Su labor más reconocida fue como cantante del grupo Presuntos Implicados durante veintitrés años, de 1983 a 2006. Grabaron once discos a los que ella como compositora y letrista aportaría grandes éxitos del grupo como «Alma de blues» o «Mi pequeño tesoro» y textos como «En la oscuridad» o «Cómo hemos cambiado», entre otras. 
Grabó ocho discos en solitario desde Ojalá (2004).  Luego La felicidad (2009), producido Javier Limón; Dos gardenias (2009) dedicado a autores latinoamericanos, y Pequeñas cosas (2010), a autores españoles. Con ambos discos su sonido empieza a adentrarse en el jazz latino. Siguió con El cielo de París (2012) con el que se acercaría más al suin visitando grandes canciones y autores franceses, y Cómo hemos cambiado (2014), que repasó su trayectoria. Los hombres sensibles (2017), con dúos con artistas masculinos como Dani Martín, Víctor Manuel, Antonio Carmona, Pedro Guerra, Mikel Erentxun, David DeMaría, el colombiano Chabuco. En Mujeres de música (2019)  homenajeó a grandes autoras y compositoras latinoamericanas y españolas. Y Mujeres de música 2 (2021) incluyó un tema que interpreta con su hija Alba Engel, escrito por Carolina de Juan.
Ha colaborado con artistas como Joaquín Sabina, María Dolores Pradera, Joan Manuel Serrat, Víctor Manuel, Herbie Hancock, Milton Nascimento, Randy Crawford, Armando Manzanero, Pancho Céspedes, Ana Torroja, Miguel Ríos, Ana Belén, Carlos Goñi de Revólver, Piratas, Los Sabandeños, Dúo Dinámico, Enrique Heredia «Negri», Antonio Cortés, Cómplices, etc.

## Biografía
Giménez nació en París, el 27 de febrero de 1963. En 1968 su familia vuelve a España (Yecla, Murcia) donde pasa el resto de su niñez y adolescencia. Su vocación musical despierta a una temprana edad influida por sus padres, grandes amantes de la música de su tiempo.
En 1974 entró en un pequeño coro de niñas de la basílica de la Purísima, al que seguirían otros que compaginó con sus estudios y el grupo de coros y danzas de Yecla. En 1979, con tres compañeros de coros y danzas, y su hermano mayor, Juan Luis Giménez, formaron el grupo de folk Arabí.
En 1981 se traslada a Valencia, donde inicia sus estudios de bellas artes en la Facultad de San Carlos.
En 1983 invitada por su hermano, hace coros en unas maquetas que preparan para presentarse al concurso de Radio Nacional Española Don Domingo. Son once músicos, y se hacen llamar Presuntos Implicados y tienen un registro musical cercano al funki, ganando el concurso con la canción «Miss Circuitos».
Después de la euforia, Sole y Juan Luis, junto con el guitarrista valenciano Pablo Gómez-Trenor, compusieron la formación definitiva de la banda. Otro golpe de suerte les llevó a poder grabar en los estudios Pertegás en Chirivella (Valencia), primer disco bajo la supervisión de José Manuel Moles. Es el técnico de sonido de este estudio, Quique Morales, el que en la grabación de «Miss Circuitos» sugirió a Juan Luis que su hermana Sole sea la voz principal. De este modo fortuito, Sole pasa a ser la cantante del grupo. Editaron sus primeros trabajos con la discográfica RCA: «Miss Circuitos», «Te voy a provocar», y su primer álbum de larga duración, Danzad, danzad malditos, pese al inconveniente de que las canciones estaban grabadas en una tesitura vocal masculina.
Los siguientes álbumes fueron por Warner Music, Alma de blues en 1989, que consolidó su carrera con Nacho Mañó como bajista oficial del grupo que entra en sustitución de Javier Vela, bajista y guitarrista valenciano.
En Alma de blues, la voz de Sole y su forma tan personal de interpretar las canciones encontró su mejor traje en el tema que da título al álbum, una composición que rompió moldes y que ella dedicó a Billie Holiday. Mientras, se licenció en bellas artes por la Universidad Politécnica de Valencia en la especialidad de dibujo, lo que en adelante hizo que fuera la encargada de la imagen gráfica del grupo.
En 1990 contrajo matrimonio con el alemán Thomas Engel, con quien tuvo dos hijos.
Su momento de mayor popularidad fue con álbumes como Ser de agua, El pan y la sal, La noche o Siete. Llegaron a vender más de tres millones de discos. Sole, que había aportado letras como las de «En la oscuridad» (1987), «Cada historia» (1989), «Me das el mar» (1989), «Cómo hemos cambiado» (1991), «Llovió» (1991), «Cuando quiero sol» (1991), etc., que en su momento ayudaron al reconocimiento del grupo, sigue escribiendo y componiendo canciones que son reflejo de momentos de su vida, como «Mi pequeño tesoro» (1994), compuesta con motivo de su primera maternidad. Son años en los que conoció y trabajó a artistas muy admirados por ella como Joan Manuel Serrat, Ana Belén, Joaquín Sabina, Armando Manzanero, Teo Cardalda, La Barbería del Sur, Los Piratas, Chano Domínguez, Jorge Pardo, etc.
En 1999 editaron el primer y único álbumes de versiones del grupo, Versión original, en el que interpreta por primera vez canciones de música latinoamericana. Publicaron Gente en 2001, año en el que, además, Sole es elegida por votación para ser miembro de la junta directiva de la Sociedad General de Autores y Editores.
En 2003 afrontó su primer trabajo en solitario. Con Vicente Sabater, músico, ingeniero, productor y amigo, versiona temas como «La vie en rose», «What´s Going On» o «La estatua del Jardín Botánico». Ojalá (2004) es un disco muy cercano al sonido electrónico, alejado del sonido de Presuntos Implicados evitando voluntariamente ser competencia del grupo y con el que hace una gira mezclando músicos de pop y jazz de la que se edita un DVD.
El siguiente disco de Presuntos Implicados, Postales, de 2005, fue el último que realice con el grupo. La gira del verano de 2005 y la posterior, de nueve meses, fue también la última. Veintitrés años son los que ella dedicó al sueño que tuvo su hermano, y llegó a hacer de ese sueño su vida.
En 2008, tras un periodo de descanso y reflexión, Sole dio vida a un nuevo trabajo en solitario: La felicidad,con dueto junto Ana Belén y al que la singular producción de Javier Limón dio vida a un repertorio fructífero y creativo en el que Sole vuelva a encontrar la confianza perdida en su talento como compositora.  Incluyó temas, como «Tan sola», «Femenino singular» o «Volver a encontrar la ilusión de vivir», textos de otros autores como Manuel Veleta, Israel Amador, Jonathan Pocovi o Juan Mari Montes, y colaboraciones de músicos, como Perico Sambeat, Antonio Serrano, Josemi Carmona o Iván «Melón» Lewis, entre otros. Manuel Veleta colaboró con Sole en la gira posterior y en la que compartío escenario con Ricardo Belda al piano, Edu Olmedo a la batería, Borja Fernández Serrano a la guitarra, Iván López a la guitarra y Natxo Tamarit al bajo.
A propuesta de su compañía de discos, Sole se embarcó en un nuevo proyecto, Dos gardenias (2009). Un disco de jazz latino. Durante años, había jugado con la idea de revisar y versionar grandes canciones y grandes autores del repertorio latinoamericano, tanto clásicos como actuales, y compaginar esta idea con la colaboración de destacados músicos de jazz. De esa idea nace este nuevo disco, grabado y coproducido de nuevo con Vicente Sabater, Chano Domínguez, Jorge Pardo, Iván «Melón» Lewis, Joshua Edelman, José Reinoso, Yoel Páez, Yelsy Heredia, Perico Sambeat, Francisco Blanco Latino, Llibert Foruny, Ara Malikian, Naxto Tamarit, Efrén López, etc. 
Un trabajo que llevó a la Ópera de Sídney (Australia), en Casablanca, Rabat o Tánger (Marruecos) o México, ciudades españolas y festivales de jazz como el Festival Internacional de San Javier (Murcia) cuyas imágenes en DVD se incluyeron en la reedición el disco el 17 de noviembre del 2009.
En 2010 Giménez grabó su tercer disco en solitario, Pequeñas cosas, que incluyó el dúo de «Aquellas pequeñas cosas» junto a su autor, Joan Manuel Serrat, y con el que hizo una gira por España. Entre 2010 y 2011 dio conciertos a piano y voz acompañada por el pianista Iván «Melón» Lewis.
A finales de 2011 Giménez pasó a formar parte como profesora de canto, de la escuela de música Berklee College of Music, que durante este año abre una sede mediterránea en la ciudad de Valencia. Y así, compaginando sus conciertos con su actividad como docente, Sole publicó en 2012 su quinto álbum, El cielo de París, un álbum de versiones en clave de jazz y con un sonido a cargo de Sabater. En el disco colaboraron grandes músicos de jazz como Jordi Rossy a la batería y Lewis que hizo además la dirección musical del disco. Cantando en francés, es el particular homenaje de Giménez a la canción francesa y sus grandes autores.
En 2014, Sole conmemoró sus treinta años de trayectoria artística con Cómo hemos cambiado, un disco que autoeditó bajo su propio sello Hada Music y que recuperó emblemáticas composiciones durante su etapa con Presuntos Implicados y en solitario además de agregar tres composiciones inéditas.. El 31 de enero de 2015 durante la presentación oficial del disco en El Plaza Condesa, en la Ciudad de México ante más de mil personas, recibió una campana artesanal como un reconocimiento por su presencia continua en la música cantada en español. También giró por Chile. 
En marzo de 2015 presentó el libro disco Avanzadoras para Oxfam Intermón y que reunió a Ana Belén, Estrella Morente, LaMari de Chambao, Leonor Watling, María de Medeiros, Pilar Jurado, Andrea Echeverri, La Shica, María Dolores Pradera, Paula Morelembaum, Maika Makovski, Rosalía León, Neus Ferri, Sophie Maricq y Thais Morell junto con escritoras, periodistas e ilustradoras de primer nivel para dar voz y visibilidad a las mujeres que día a día trabajan con justicia y dignidad para mejorar el mundo.
En 2016 participó en el programa musical de La Sexta A mi manera en el que junto a otros seis artistas españoles dan vida a canciones del repertorio de cada uno de ellos en cada programa. Con ella Marta Sánchez, Antonio Carmona, Mikel Erentxun, David DeMaría, Nacho García Vega y el ya fallecido Manolo Tena. El programa gozó de una gran acogida por parte de un público ávido de programas de música que recuerden grandes canciones y recuperen a esos grandes artistas con los que han crecido y disfrutado.
En marzo de 2017 colaboró con el tenor José Manuel Zapata y la Orquesta Sinfónica de Extremadura en el concierto homenaje al tango «Mano a mano» con un notable éxito de público y crítica.
Ese año recibe la medalla de oro de la Cruz Roja Española por su constante labor por los derechos de la mujer y edita su octavo disco en solitario Los hombres sensibles, un disco de quince canciones inéditas, con la colaboración de Carlos Goñi, Dani Martín, David DeMaría, Antonio Carmona, Teo Cardalda, Pedro Guerra, Chabuco, Víctor Manuel, Edgar Oceransky, Mikel Erentxun, David San José y Melomans. El disco se puso a la venta en España el 12 de mayo de 2017 y un mes después en México, Colombia y Chile. 
El 9 de julio de 2018 asistió a su último pleno como miembro del Consejo Valenciano de Cultura, el órgano consultivo de la Generalidad Valenciana en materia cultural y del que fue consejera durante cuatro años. Abandonó la institución, presidida por Santiago Grisolía, para dedicarse en exclusiva a su carrera musical.
En febrero de 2019 publica, Mujeres de música, en un álbum en el que, sabedora de la falta de visibilidad del trabajo de la mujer en la música, da vida a diez temas con las que homenajea a grandes autoras y compositoras de la música española y latinoamericana de la mano de la Orquesta Sinfónica de Bratislava con temas como «La flor de la canela» de la peruana Chabuca Granda, «Hasta la raíz» de la mexicana Natalia Lafourcade, o «El talismán» de la española Rosana, entre otros. 
En marzo de 2021 anunció el segundo volumen de Mujeres de música. En esta ocasión, le acompañaron en el disco artistas como Rozalén, Bely Basarte o Alba Engel. Y entre las compositoras homenajeadas están Eladia Blázquez, María Grever, Carolina de Juan, Gabriela Mistral, Consuelo Velázquez, María Teresa Vera, Adriana Calcanhotto y la propia Sole. Solo hay un compositor masculino, el poeta Miguel Hernández.
En febrero de 2023 dio un concierto en el Palau de les Arts, Valencia, por su 40.º aniversario en la música. Cantó temas suyos y de Presuntos Implicados, con su hija, Alba Engel, Joan Manuel Serrat, Miguel Poveda y Antonio José. Se grabó en directo para el doble àlbum ¡Celebración!.
Participó en 2023 en el concurso musical de Televisión Española, Dúos increíbles, en la que se enfrentaban duetos de diferentes generaciones, y en 2024 participó en La mejor generación de Telecinco.
Alma de blues se tituló el documental que sobre su vida y carrera dirigió Nico García, de Catorce Comunicación, para Televisión Española y À Punt y estrenado en 2024. Interviene Sole, su hija Alba, Ana Belén, Rozalén, Estrella Morente, Víctor Manuel, entre otros.
En diciembre de ese año es elegida presidenta de la junta directiva de la Academia de la Música de España, 85,17 % de los votos en las primeras elecciones de esta organización, antigua Academia de las Artes y las Ciencias de la Música. 

## Discografía

### En solitario
| Año  | Nombre del disco          | Discográfica | Canciones & autores |
| ---- | ------------------------- | ------------ | --- |
| 2004 | Ojalá                     | WEA          | Compuesto de 11 versiones. - 01. La estatua del jardín botánico - Autor: Santiago Auserón - 02. Tears in Heaven - Autor: Eric Clapton & Will Jennings - 03. Sábado por la tarde - Autor: Baglioni & Goggio - 04. La Vie en rose - Autor: Édith Piaf & Louigy - 05. Ojalá - Autor: Pedro Ayres - 06. No mires a los ojos de la gente - Autor: Teo Cardalda & Germán Coppini - 07. M - Autor: Iván Ferreiro - 08. Venus as a boy - Autor: Björk Gudmundsdotti - 09. Si tú... - Autor: Iván Ferreiro - 10. What´s going on? - Autor: Al Clevelan, Marvin Gaye & Renaldo Benson - 11. Guitarra y voz - Autor: Sole Giménez & Nacho Mañó. - 12. La cena - Autor: Alfonso Pérez & Esclarecidos. |
| 2008 | La felicidad              | WEA          | Compuesto de 13 Temas de Sole Giménez y otros autores. - 01. Volver a encontrar la ilusión de vivir - Autor: Sole Giménez - 02. Silba - Autor: José Manuel Giménez "Manuel Veleta" - 03. Tan sola - Autor: Sole Giménez - 04. Por casualidad - Autor: Israel Amador - 05. Femenino singular - Autor: Sole Giménez - 06. La felicidad (Con Ana Belén) - Autor: Juan Mari Montes y Susana Raya - 07. Abrázame fuerte - Autor: José Manuel Giménez "Manuel Veleta" - 08. Junto a ti (They long to be close to you) - versión de The Carpenters Burt Bacharach & Hal David - 09. Siempre volverás - Autor: Rafa Berrio - 10. Ángel (Un mundo mejor) - Autor: Sole Giménez - 11. Algo nuevo (El perfume del mar) - Autor: Jonathan Pocoví - 12. El sol - Autor: Sole Giménez - 13. Gratitud - Autor: María José Riquelme                                                                           |
| 2009 | Dos gardenias             | WEA          | Compuesto de 13 versiones en clave Latin Jazz - 01. Vivir sin aire - Autor: José Fernando Emilio Olvera Sierra - 02. Aguas de marzo - Autor: Antônio Carlos Jobim Corcovado - Interpretación artística al castellano realizada por: Sole Giménez - 03. Dos gardenias - Autor: Isolina Carrillo - 04. El manisero - Autor: Moises Simons, Marion Sunshine & Wolfe Gilbert - 05. Todo se transforma - Autor: Jorge Abner Drexler - 06. Esperaré - Autor: Armando Manzanero - 07. Somos - Autor: Mario Clavell - 08. Yo vengo a ofrecer mi corazón - Autor: Fito Páez - 09. Gracias a la vida - Autor: Violeta Parra - 10. A Dios le pido - Autor: Juan Esteban Aristizabal - 11. Toda una vida - Autor: Osvaldo Farrés - 12. Eu sei que vou te amar - Autor: Antônio Carlos Jobim & Vinícius de Moraes - 13. Rabo de nube - Autor: Silvio Rodríguez                                             |
| 2010 | Pequeñas cosas            | WEA          | Compuesto de 13 versiones en clave latin Jazz - 01. Un ramito de violetas - Autor: Cecilia - 02. Déjame - Autor: Los Secretos - 03. Aquellas pequeñas cosas - Autor: Joan Manuel Serrat Dúo con Joan Manuel Serrat en la versión del álbum. - 04. Calle Melancolía - Autor: Joaquín Sabina - 05. Quisiera ser - Autor: Alejandro Sanz - 06. Pokito a poko - Autor: Chambao - 07. El sitio de mi recreo - Autor: Antonio Vega - 08. Lía - Autor: José María Cano - 09. Volando voy - Autor: Kiko Veneno - 10. Un tren perdido - Autor: Sole Giménez - 11. Soy rebelde - Autor: Manuel Alejandro y Purificación Casas Romero - 12. Mujer - Autor: Sole Giménez Dúo con Manuel Veleta en la versión del álbum. - 13. Una décima de segundo - Autor: Antonio Vega |
| 2012 | El cielo de París         | WEA          | Compuesto de 12 versiones y 1 inédita. - 01. La bohème (Charles Aznavour, Plante) - 02. Ma solitude (Georges Moustaki) - 03. La mala reputación (Georges Brassens, trad. Paco Ibáñez) - 04. La vie en rose - Autor: Édith Piaf & Louigy - 05. Himno al amor (Edith Piaf) - Adaptación al castellano: Sole Giménez - 06. Je ne veux pas travailler (Thomas W. Lauderdale, China F. Forbe) - 07. Las hojas muertas (Jacques Prévert, Joseph Kosma) - Adaptación al castellano: Sole Giménez - 08. Non, je ne regrette rien (Charles Dumont) - 09. Aquella tarde (Sole Giménez) - 10. Bajo el cielo de París (Drejac, Giraud) - Adaptación al castellano: Sole Giménez - 11. ¿Por qué te vas? (Gilbert Bécaud) - 12. Habanera de Carmen (Georges Bizet) - Adaptación al castellano: Sole Giménez - 13. Ne me quitte pas (Jacques Brel) - 14. Une belle histoire (Michel Fugain & Pierre Delanoë) |
| 2014 | Cómo hemos cambiado       | Autoeditado  | Temas clásicos de Presuntos Implicados y en solitario, más tres temas inéditos. - 01. Cómo hemos cambiado (Sole Giménez, Juan Luis Giménez) - 02. Cuando Quiero Sol (Sole Giménez, Nacho Mañó) - 03. Fallen - con Ganavya Doraiswamy - Lauren Wood - Adaptación al castellano: Sole Giménez - 04. En la Oscuridad (Sole Giménez, Nacho Mañó) - 05. Llovió (Sole Giménez, Juan Luis Giménez, Nacho Mañó) - 06. Mi pequeño tesoro (Sole Giménez) - 07. Cada Historia (Sole Giménez, Juan Luis Giménez) - 08. Alma de Blues (Sole Giménez, Juan Luis Giménez, Nacho Mañó) - 09. Danzón del Mundo (Sole Giménez) - 10. Tu Mariposa (Sole Giménez) - 11. Tan Sola (Sole Giménez) - 12. la Mujer Que Mueve el Mundo (Sole Giménez) - 13. Me Visitan Canciones (Sole Giménez) - 14. El Secreto (Sole Giménez)                                                                                        |
| 2017 | Los hombres sensibles     | Autoeditado  | Compuesto de 15 temas inéditos. - 01. Sigo Esperando La Lluvia - 02. Mi Mapa del Mundo (con Carlos Goñi) - 03. Que Yo Ya Lo Dije (con Dani Martín) - 04. Espía De Palabras (con David DeMaría) - 05. He Vuelto A Caer (con Antonio Carmona) - 06. Rosita Calamidad (con Teo Cardalda) - 07. Escrito Está En Mi Alma (con Pedro Guerra) - 08. Volver Al Mar - 09. Detrás del piano (con Chabuco) - 10. El vuelo de un serafín - 11. Me equivoqué (con Víctor Manuel) - 12. Otro día sin ti (con Edgar Oceransky) - 13. Rosas rojas (con Mikel Erentxun) - 14. Búscame en medio (con David San José) - 15. Mama Tierra (con Melomans) |
| 2019 | Mujeres de música         | Altafonte    | - 01. El talismán - 02. Hasta la raíz - 03. Alguém me avisou - 04. El pescador - 05. Me equivoqué - 06. El último vals - 07. Corazón al Sur - 08. La flor de la canela - 09. Vivir - 10. Amores |
| 2021 | Mujeres de música, vol. 2 | Altafonte    | - 01. Honrar la vida con Rozalén - 02. La noche - 03. Te quiero dijiste 'Muñequita linda' con Bely Basarte - 04. Tus cartas son un vino - 06. Bésame mucho - 06. Volver con Alba Engel - 07. Alma mía - 08. 20 años - 09. Depois de ter vocé - 10. Todo pasará |

### Colaboraciones
- 1991
Canta la canción «Como ser mujer y no morir en el intento» para la banda sonora de la película con el mismo título dirigida por Ana Belén y protagonizada por Carmen Maura.
- 1992
Colaboración especial con Joan Manuel Serrat cantando a dúo «Pendiente de ti» para su álbum Utopía.
- 1993
Colaboración con el grupo Revólver en la canción «Dentro de ti (Valencia)» para su disco Si no hubiera que correr y posteriormente graba la misma canción para Básico de Revólver.
- 1995
Colaboración con Ana Torroja en la canción «Cada historia», editada luego en 2002 e incluida en discos de ambas artistas.
- 1996
Interpreta la canción «Amor de medianoche» junto con la voz de Cecilia para un disco de duetos que produce Juan Carlos Calderón con canciones extraordinarias de Cecilia, llamado Desde que tú te has ido.
- 1997
Colabora con el grupo vigués Los Piratas en la canción «Te echaré de menos» en su disco Manual para los fieles que posteriormente se incluiría en el recopilatorio Fin de la primera parte.
- 1998
Colabora con La Barbería del Sur en su disco Arte pop del año, cantando la canción a dúo con El Negri «Antes del odio».
Para la organización Médicos Sin Fronteras se ofrece un concierto de Giménez con la Sedajazz Big Band en el palacio de la Música de Valencia desgranando un repertorio de canciones en clave de Latin Jazz que abarca canciones como «Semilla negra» de Radio Futura, o «Te recuerdo Amanda» de Víctor Jara.
Colabora con Ximo Tebar, guitarrista de jazz, escribe la letra y graba el tema «Aire» para su disco Homepage.
- 1999
En el prestigioso Festival de Jazz de San Sebastián, Giménez hace dos intervenciones memorables: una con el magnífico pianista de jazz Herbie Hancock, y otra con sus compañeros de la Sedajazz Big Band. Hancock presenta aquí su último álbum dedicado a la obra del insigne compositor George Gershwin. Cuenta con Giménez como invitada para interpretar dos canciones en el disco junto a la gran compositora y vocalista Joni Mitchell. Ninguna de las dos cantantes es cantante de jazz y esto era expresamente lo que quería Hancock. Esa noche, en la plaza de la Trinidad, Giménez interpreta «Summertime» y «The Man I Love» junto a la brillante banda del pianista. Con la Sedajazz Big Band Sole toca un amplio repertorio de latin jazz arreglado para la ocasión.
- 2000
Colabora con el cantautor Joan Amèric en su disco Obert haciendo un dúo en la canción «Vine».
- 2001
Realiza una excelente versión de la canción «¿Qué va a ser de ti?» de Joan Manuel Serrat, para el disco Mujer dedicado a la ayuda contra el cáncer de mama, en el que participan otras voces de gran prestigio, como Ana Torroja, Pasión Vega, Eva Amaral, Martirio, María Dolores Pradera o Niña Pastori entre otras.
Participación en el disco contra la violencia de género en el que Giménez canta con el resto de artistas, periodistas, actrices y políticas invitadas la canción que da título al álbum. Es una iniciativa del periodista musical Santi Alcanda que desarrolla este proyecto con la colaboración del Instituto de la Mujer y de la Factoría Autor en beneficio para las Víctimas.
Giménez colabora cantando a dúo con la compositora y cantante Niurka Curbelo la canción «Juro» dentro de su disco Todo podría cambiar.
Colaboración en el disco de la SedaJazz Big Band Muñequita linda en una estupenda versión de la canción «Mediterráneo» de Joan Manuel Serrat.
- 2003
Es una de las voces elegidas para cantar en el disco homenaje a Joaquín Sabina junto con Ana Belén, Chabela Vargas, Rosario Flores, Carmen París, Pasión Vega, Niña Pastori y muchas más. En el que cada una de ellas reinterpretan una de las conocidas canciones del autor dándoles su toque personal. Aquí Giménez canta una de sus canciones favoritas de Sabina, «A la sombra de un león».
Colabora con el grupo mexicano Sin Bandera en su disco De viaje en la que Giménez canta «Puede ser». Una colaboración de Presuntos Implicados.
- 2004
Giménez canta el poema «Casa» en el disco homenaje Neruda en el corazón junto a otros artistas. (Musicalización de un poema de Pablo Neruda). Una interpretación de Presuntos Implicados.
- 2005
Giménez realiza un pequeño e íntimo concierto, por amistad y divertimento, junto al pianista Santi Navalón en el Loco Mateo de Valencia dentro del ciclo Ellas cantan, desgranando un repertorio de boleros clásicos.
- 2006
El Congreso Nacional de Hosteleros y Restauradores, en el Palacio de Congresos de Valencia, Giménez actúa con un quinteto de músicos de jazz valencianos, una formación de lujo compuesta por Perico Sambeat al saxófono, Mario Rossy al contrabajo, Santi Navalón al piano y Osvaldo Jorge en la percusión. En este concierto privado para la Asociación Nacional de Hosteleros y Restauradores, Giménez y sus acompañantes desgranaron en clave del más elegante jazz, y con un sonido exquisito, un repertorio basado sobre todo en boleros y canciones de medio tiempo. El resultado fue deslumbrante.
- 2007
Giménez canta con Miguel Ríos en el homenaje a Hilario Camacho. El mes de noviembre se celebra en Madrid en el teatro Lope de Vega, un sentido homenaje al compositor y cantante Hilario Camacho, tristemente desaparecido en agosto de 2006. Muchos de sus compañeros y amigos deciden reunirse para cantar sus canciones y recordarlo. Entre ellos Sole tiene la suerte de colaborar con el magnífico cantante Miguel Ríos en la canción «Cuerpo de ola» y haciendo ambos un dueto que resulta memorable.
Recital de jazz en el que Giménez tiene el placer de actuar junto a Jorge Pardo, Dave Schnitter, Ximo Tebar, Ricardo Belda y Jeff Jeromon con motivo del aniversario del Instituto Valenciano de Arte Moderno.
Concierto a favor de la Plataforma por la Defensa del Hospital Severo Ochoa, El severo me duele, en el que Giménez actúa junto a Joan Manuel Serrat, Ana Belén, Víctor Manuel, Miguel Ríos, Ismael Serrano, entre otros artistas.
Armando Manzanero actúa junto a la orquesta filarmónica de la ciudad de Murcia en el siempre interesante festival de La Mar de Músicas de Cartagena que ese año estuvo dedicado a México. Giménez participó como invitada en el concierto, interpretando el tema «Esta tarde vi llover» junto a Manzanero. En dicho concierto también participarán como invitadas las cantantes Mayte Martín, Carmen París, Tania Libertad y La Mari de Chambao.
Giménez, invitada por Los Sabandeños, interpreta en el auditorio Alfredo Kraus la bella canción «Alfonsina y el mar».
- 2007-08
Colaboración muy especial de Giménez en el segundo disco La calle del mundo de su hermano menor Manuel Veleta. Ella y Manuel cantan a dúo una preciosa canción que lleva por título «El lago profundo de la añoranza». Más tarde graban juntos el vídeo de dicha canción y colaboran en directo.
- 2008
Giménez participó como invitada del prestigioso cantante y compositor folk Miquel Gil en un concierto íntimo en el claustro de la Universidad de Valencia junto a otros músicos de peso de la escena valenciana, como el trompetista David Pastor y el pianista Ricardo Belda.
Ana Belén colabora con Giménez en la canción que da título a su segundo disco en solitario, «La felicidad». Para Giménez ésta es una de sus colaboraciones estrella, por lo que es Ana y por el momento en el que se produce la colaboración. Enmarcada en un excelente disco producido y grabado por Javier Limón en Casa Limón y repleto de canciones y músicos de alto voltaje. Entre las colaboraciones más especiales podemos encontrar nombres como el armonicista Antonio Serrano, los flamencos Josemi Carmona y Paquete o el saxofonista Perico Sambeat.
Colabora con Guadi Galego en el tema «Miru Zuria+Ikusi Nuenean» para el disco Etxea de Kepa Junkera. Un trabajo muy especial plagado de inmensas colaboraciones. Junkera reúne en Etxea a cuarenta artistas tan dispares como Miguel Bosé, Ana Belén, Michel Camilo, Seydu o Sole Giménez, para interpretar piezas en vasco.
- 2009
Giménez tuvo el gusto de ser invitada por Globomedia, Emilio Aragón para participar en un programa especial que llevó por título Plácido y la copla para TVE, que poco después se editaría en un DVD y en el que pudo cantar junto al maestro Plácido Domingo y otros artistas invitados la copla «La Zarzamora». Giménez también pudo hacer una versión jazz de la clásica copla «Tatuaje», junto al saxofonista Llibert Fortuny, el pianista Iván González «Melón» y el contrabajista El Negrón. En el programa también participaron los cantantes Martirio, Pitingo, Diego «El Cigala», Rosa, la Shica, Clara Montes y la bailaora María Pagés. Los arreglos de la Orquesta de la Comunidad de Madrid que acompañó a Plácido Domingo, los realizó Emilio Aragón.
Durante la grabación de Dos gardenias, su tercer disco en solitario, Giménez tuvo la fortuna de trabajar con algunos de sus músicos favoritos y dar forma a este precioso álbum de jazz latino que se publicó el 16 de junio del 2009. Participaron en la grabación de este disco de versiones músicos de la talla de Chano Domínguez al piano, Jorge Pardo a la flauta travesera, Llibert Fortuny al saxo, Perico Sambeat al saxo, Joshua Edelman, Iván González “Melón”, y José Reinoso al piano, Yelsy Heredia y Mario Rossy al contrabajo, Yoel Páez a la percusión y el multiinstrumentista Efrén López al guitarrón. F.ª Blanco “Latino” hizo unos preciosos arreglos de viento que grabó junto a Paul Evans a la trompeta y Julio Montalvo al trombón de varas y un largo elenco de brillantes instrumentistas, como son Natxo Tamarit, Lucas Ibáñez, Damián Valent a la guitarra española, Josvi Muñoz al clarinete y los coros de Andresito “Meteoro”, Ariel Kumbá, Iván López, Iván González y Manuel Veleta. Vicente Sabater y la propia Sole se encargaron de la producción y Vicente Sabater hizo las mezclas y el mastering en los estudios Millenia de Valencia.
Sole Giménez fue invitada por el promotor José Luis Rupérez para participar en el espectáculo de "La Zarzuela" que se celebró en la Plaza Mayor de Madrid, en conmemoración del centenario de la obra del Maestro Chapi. Sole interpretó junto a la orquesta de RTVE una Romanza y una Guajira. En esta edición de La Zarzuela, dirigida por el escenógrafo Paco Azorín, también participaron Raimundo Amador y Diego Amador, Diana Navarro, David DeMaría, La India y Naím Thomas junto a un gran cuerpo de baile y cantantes líricos. El resultado fue precioso.
Sole Giménez colabora en una campaña de Antena 3 TV a favor de las marcas con historia y personalidad, y contra la proliferación de las marcas blancas. Sole canta en el anuncio de la campaña el bolero «Toda una Vida» en una versión producida por Vicente Sabater para la ocasión.
Sole Giménez viajó hasta México para participar como jurado en la primera edición del concurso que "Berklee College of Music" organiza en dicha ciudad con el nombre de Berklee Canta en Español. Este prestigioso concurso musical se llevó a cabo en la Ciudad de México el 7 de octubre, en el Lunario del Auditorio Nacional.
Sole Giménez con el Instituto Cervantes. El 28 de junio, con motivo de la inauguración de una nueva sede del Instituto Cervantes en Sídney, Australia, Sole Giménez tuvo la oportunidad de viajar hasta allí para ofrecer un concierto en el que presentó el repertorio de versiones en clave Latín Jazz que conforman su álbum “Dos Gardenias”. En el mes de septiembre, Sole volvió a colaborar con el Instituto Cervantes en Marruecos, en las ciudades de Casablanca, Rabat y Tánger donde ofreció sendos conciertos y también en Italia en la ciudad de Palermo.
- 2010
Sole Giménez colabora con el cantante Manuel Mijares interpretando a dúo «Vida loca» del cantante y compositor Pancho Céspedes.
Sole Giménez colabora con el talentoso compositor y cantante canario Andrés Molina interpretando a dúo «Mejor olvidar» dentro de álbum “Desnudo”, un disco lleno de interesantes colaboraciones.
Sole Giménez tuvo el gusto de colaborar en el próximo álbum de la conocida formación musical Los Sabandeños, cantando la canción de Fito Páez «Un vestido y una flor». Todo un placer auditivo.
Sole Giménez colabora como vocal en el programa concurso musical e infantil "Quiero Cantar" emitido por Antena 3.
Sole Giménez tiene el gusto de participará en el programa de RNE "No es un día cualquiera" pinchando alguno de sus discos favoritos. Cada sábado a las 11:00h durante toda la temporada de verano.
Sole Giménez tuvo el gusto de participar como invitada en el concierto que la Banda Municipal de Bilbao ofreció el día 25 de agosto de en Abando Ibarra, interpretando temas clásicos para deleite de los amantes de la música de toda la vida.
El 1 de septiembre Sole Giménez presentó “Dos Gardenias”, en el Palacio de la Música Catalana dentro de la programación del Festival Mes i Mes con la colaboración estelar de Perico Sambeat, David Pastor y José Reinoso.
Durante este año Sole Giménez graba su tercer disco en solitario que llevará por título “Pequeñas Cosas” y tiene el gran placer y honor de realizar una de las colaboraciones más importantes de su carrera, cantando a dúo la mítica canción «Aquellas pequeñas cosas» junto a su autor, el maestro Joan Manuel Serrat.
- 2012
Junto a Rafa Sánchez, Raimundo Amador, Pedro Guerra, Miguel Campello, Clara Montes, Dani Reus y Carolina Muñoz, ha lanzado el disco benéfico “Fábrica de canciones”[24] en el que se refleja la situación de la crisis actual.
- 2013
Sustituye a Mónica Naranjo en la semifinal de El número uno.
Interpreta junto a María Dolores Pradera el clásico bolero «Contigo en la distancia» para el segundo volumen del disco “Gracias a vosotros”.
- 2014
Interpreta junto a Víctor Manuel la canción del cantautor asturiano, «La madre» en el concierto y en el disco “Víctor Manuel: 50 años no es nada”, celebrado el 12 de septiembre en Oviedo, en las fiestas de San Mateo y posteriormente también lo acompaña en sus dos conciertos de presentación en Madrid y Barcelona.
Interpreta junto a otros trovadores mexicanos un acoplado en otra voz el tema: «Que tristeza» en el álbum “Big Bang” de Edgar Oceransky y ese mismo disco Noel Schajris canta: «Como hemos cambiado».
- 2015
En marzo se presentan el libro disco “Avanzadoras: 12 Canciones Homenaje a Mujeres que Avanzan y Hacen Avanzar”, que Sole ha dirigido para Oxfam Intermón y que reúne a artistas de la talla de Ana Belén, Estrella Morente, LaMari de Chambao, Leonor Watling, María de Medeiros, Pilar Jurado, Andrea Echeverri, La Shica, María Dolores Pradera, Paula Morelembaum, Maika Makovski, Rosalía León, Neus Ferri, Sophie Maricq y Thais Morell junto con escritoras, periodistas e ilustradoras de primer nivel para dar voz y visibilidad a las mujeres que día a día trabajan con justicia y dignidad para mejorar el mundo. Interpreta el tema «Con Nombres de Mujer».
- 2016
Participa en el programa musical de La Sexta "A mi manera" en el que junto a otros seis artistas españoles dan vida a canciones del repertorios de cada uno de ellos en cada programa. Están Marta Sánchez, Antonio Carmona, Mikel Erentxun, David DeMaría, Nacho García Vega y el admirado y ya desaparecido Manolo Tena.
- 2017
 En marzo colabora con el tenor José Manuel Zapata y la Orquesta Sinfónica de Extremadura en el concierto homenaje al tango titulado "Mano a mano" con notable éxito de público y crítica. En mayo recibe la Medalla de Oro de la Cruz Roja Española por su constante labor por los derechos de la mujer. Edita su octavo disco en solitario Los hombres sensibles, un disco de 15 canciones inéditas en el que cuenta con la colaboración de Carlos Goñi, Dani Martín, David DeMaría, Antonio Carmona, Teo Cardalda, Pedro Guerra, Chabuco, Víctor Manuel, Edgar Oceransky, Mikel Erentxun, David San José y Melomans. El disco se pone a la venta el 12 de mayo de 2017 y se edita un mes después en México, Colombia y Chile con muy buena acogida de crítica por las excelentes canciones, el gran nivel de los duetos y la producción y el precioso diseño del formato disco libro de la edición española hecha por José Manuel Giménez. El disco se presenta al público a partir de junio y seguirá con la presentaciones en tanto en España como en el extranjero.

### Con Presuntos Implicados
| Año  | Nombre del Disco                           | Discográfica | Comentarios                                                                                       |
| ---- | ------------------------------------------ | ------------ | ------------------------------------------------------------------------------------------------- |
| 1985 | Danzad, Danzad Malditos                    | RCA          | Descatalogado. Reeditado en 1993.                                                                 |
| 1987 | De Sol a Sol                               | Intermitente | Reeditado por WEA en 1990.                                                                        |
| 1989 | Alma de Blues                              | WEA          |                                                                                                   |
| 1991 | Ser de Agua                                | WEA          |                                                                                                   |
| 1994 | El Pan y la Sal                            | WEA          |                                                                                                   |
| 1995 | La Noche                                   | WEA          | Doble CD en directo. Lanzado en también en formato VHS. Descatalogado y editado en un CD resumen. |
| 1997 | Siete                                      | WEA          |                                                                                                   |
| 1999 | Versión Original                           | WEA          |                                                                                                   |
| 2001 | Gente                                      | WEA          |                                                                                                   |
| 2003 | Grandes Éxitos. Selección Natural          | WEA          | Doble CD recopilatorio más DVD.                                                                   |
| 2003 | Selección Inédita                          | WEA          |                                                                                                   |
| 2005 | Postales                                   | WEA          | Editado en dos versiones: la normal con 12 canciones, la especial con 14.                         |
| 2006 | Todas las Flores - La Colección Definitiva | WEA          | CD recopilatorio + DVD                                                                            |

## Composiciones de Sole Giménez

### En Solitario
| Año  | Nombre del Disco    | Discográfica | Composiciones |
| ---- | ------------------- | ------------ | --- |

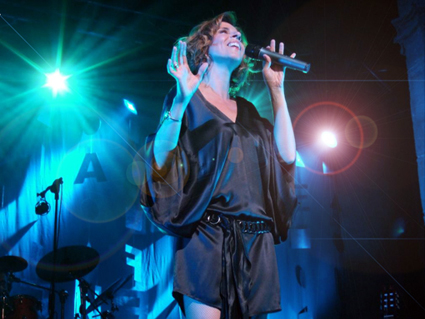
Sole Giménez durante una actuación en 2008.

| 2008 | La Felicidad        | WEA          | Disco de canciones de Sole Giménez y otros autores grabado y producido por Javier Limón. - ”Volver a encontrar la ilusión de vivir”. Música & Letra: Sole Giménez - ”Tan sola”. Música & Letra: Sole Giménez - ”Femenino singular”. Música & Letra: Sole Giménez - ”Junto a ti”(Close to you). Música: Burt Bacharach & Hal David. Adaptación letra al Castellano: Sole Giménez - ”Ángel”. Música & Letra: Sole Giménez - ”El Sol”. Música & Letra: Sole Giménez |
| Año  | Nombre del Disco    | Discográfica | Composiciones |
| 2010 | Pequeñas cosas      | WEA          | Disco de grandes versiones en clave Latin Jazz en el que Sole Giménez graba dos canciones de su puño y letra. - ”Un tren perdido”. Música & Letra: Sole Giménez - ”Mujer”. Música & Letra: Sole Giménez |
| 2012 | El cielo de París   | WEA          | Disco homenaje a la canción francesa con sonido Dixie en el que Sole Giménez incluye un tema de su autoría. - ”Aquella tarde”. Música & Letra: Sole Giménez |
| 2014 | Como hemos cambiado | Hada music   | Disco autoeditado por Sole Giménez para conmemorar sus treinta años de trayectoria en la música hispana en el que reviste canciones clásicas en su voz e incorpora tres nuevas composiciones. - ”Danzón del mundo”. Música & Letra: Sole Giménez - ”Tu mariposa”. Música & Letra: Sole Giménez - ”El secreto”. Música & Letra: Sole Giménez |

### Con Presuntos Implicados
| Año  | Nombre del Disco                         | Discográfica | Composiciones |
| ---- | ---------------------------------------- | ------------ | --- |
| 1985 | Danzad, Danzad Malditos                  | RCA          | Descatalogado. Reeditado en 1993. - ”Marca Acme”. Música: Juan L. Giménez y Benjamin Barrington. Letra: Sole Giménez - ”Te voy a provocar”. Música: Juan L. Giménez. Letra: Sole Giménez |
| 1987 | De Sol a Sol                             | Intermitente | Reeditado por WEA en 1990 - ”Al Sur”. Música: Juan L.Giménez. Letra: Juan L.Giménez & Sole Giménez - ”De sol a sol”. Música: Juan L.Giménez. Letra: Juan L.Giménez & Sole Giménez - ”Volviendo a casa”. Música: Juan L. Giménez, N.Mañó. Letra: Juan L.Giménez & Sole Giménez - ”En la oscuridad”. Música: Juan L. Giménez, N.Mañó. Letra: Sole Giménez - ”Nada Tiene sentido”. Música: Juan L.Giménez. Letra: Sole Giménez                           |
| 1989 | Alma de Blues                            | WEA          | - ”Me das el mar”. Música: Nacho Mañó. Letra: Sole Giménez - ”Alma de Blues”. Música: Juan L.Giménez, Sole Giménez, Nacho Mañó.. Letra: Sole Giménez - ”No hay palabras”. Música: Sole Giménez. Letra: J.Americ & Sole Giménez - ”Encadenada”. Música: Juan L.Giménez & Nacho Mañó.. Letra: Juan L.Giménez & Sole Giménez - ”Cada historia”. Música: Juan L.Giménez. Letra: Sole Giménez - ”Guitarra y voz”. Música: Nacho Mañó.. Letra: Sole Giménez |
| 1991 | Ser de Agua                              | WEA          | - ”Cómo hemos cambiado”. Música: Juan L.Giménez. Letra: Sole Giménez - ”Llovió”. Música: Juan L.Giménez & Nacho Mañó.. Letra: Sole Giménez - ”De puntillas”. Música & Letra: Sole Giménez - ”Cuando quiero sol”. Música: Nacho Mañó.. Letra: Sole Giménez - ”Al atardecer”. Música: Juan L.Giménez. Letra: Juan L.Giménez & Sole Giménez |
| 1994 | El Pan y la Sal                          | WEA          | - ”Mi pequeño tesoro”. Música & Letra: Sole Giménez - ”Las palabras de amor”. Música: Juan L.Giménez. Letra: Sole Giménez - ”Un día de abril”. Música & Letra: Sole Giménez - ”Fragilidad”. Música: Juan L.Giménez. Letra: Sole Giménez |
| 1995 | La Noche                                 | WEA          | Doble CD en directo. Lanzado en también en formato VHS. Descatalogado y editado en un CD Resumen. - ”Fallen”. Música & Letra: L. Wood. Adaptación al Castellano: Sole Giménez - ”Dónde estás”. Música: Juan L.Giménez. Letra: Sole Giménez |
| 1997 | Siete                                    | WEA          | - ”Todo corazón”. Música & Letra: Sole Giménez - ”Edén”. Música: Sole Giménez. Letra: José Manuel Giménez (Manuel Veleta) & Sole Giménez - ”Palomas”. Música & Letra: Sole Giménez - ”Nada y nadie”. Música: Nacho Mañó.. Letra: Sole Giménez |
| 1999 | Versión Original                         | WEA          | - ”Por querer”. Música & Letra: Sole Giménez |
| 2001 | Gente                                    | WEA          | - ”La mujer que mueve el mundo”. Música & Letra: Sole Giménez - ”Mi única razón”. Música: Juan L.Giménez, Nacho Mañó., Sole Giménez. Letra: Sole Giménez - ”Dime que no”. Música: Juan L.Giménez, Nacho Mañó., Sole Giménez. Letra: Juan L. Giménez - ”Me visitan canciones”. Música & Letra: Sole Giménez - ”La alegría”. Música & Letra: Sole Giménez                                                                                               |
| 2002 | Grandes Éxitos. Selección Natural        | WEA          | Doble CD recopilatorio más DVD. |
| 2002 | Selección Inédita                        | WEA          | - ”Aquí y ahora”. Música: Michael Hudson. Letra: Sole Giménez - ”Soneto XVII Pablo Neruda”. Música: Juan L. Giménez, Nacho Mañó., Sole Giménez. Letra: Pablo Neruda. |
| 2005 | Postales                                 | WEA          | Editado en dos versiones: la normal con 12 canciones, la especial con 14. - ”¿Quién?”. Música & Letra: Sole Giménez - ”Incapaz de sonreír”. Música & Letra: Sole Giménez - ”Deshabitada”. Música & Letra: Sole Giménez |
| 2006 | Todas las Flores La colección Definitiva | WEA          | CD recopilatorio + DVD |

### Rarezas
| Año  | Descripción      | Comentarios |
| ---- | ---------------- | --- |
| 1983 | En el Transistor | Disco editado con los ganadores del concurso Don Domingo. Presuntos Implicados interpreta: 1. Miss Circuitos 2. En el Transistor                                                              |
| 1989 | Lágrimas         | Casete con las 10 canciones del primer disco de Presuntos: Danzad, Danzad, Malditos. |
| 1994 | Pequeñas Cosas   | Maxi CD regalado en la Promoción de El Pan y la Sal. Incluye tres temas interpretados en versión jazz: 1. Aquellas Pequeñas Cosas (de Joan Manuel Serrat) 2. Me das el Mar 3. Asoma el llanto |
| 2000 | Aquí y Ahora     | Presuntos Implicados colabora, junto con otros artistas, en un CD Benéfico patrocinado por Coca-Cola. Incluye: 1. Aquí y Ahora (Composición Original Inédita) 2. Medley (En directo)          |
| 2001 | Paz              | CD Felicitación Navideña de la cadena española de radio Los 40 Principales con un único tema interpretado por Presuntos Implicados. Incluye: 1. Paz (Composición Original Inédita)            |

## Premios
En su etapa como cantante y compositora en Presuntos implicados:
1992: Premios Ondas de la Música.
- Mejor Álbum: "Ser de agua". Presuntos implicados.

1994: Premios Ondas de la Música.
- Mejor Álbum: "El Pan y la Sal". Presuntos implicados.
- Mejor grupo musical: Presuntos implicados.

1999: III Edición de los Premios Amigo.
- Mejor grupo español: Presuntos implicados.

2002: Premios Grammy Latinos.
- Nominación como Mejor Álbum Vocal Pop Dúo o Grupo: "Gente" Presuntos Implicados.

2005: Premios Grammy Latinos.
- Nominación como Mejor Álbum Vocal Pop Dúo o Grupo: Postales, de Presuntos Implicados.

En su etapa como solista Sole Giménez:
2008: Premio de la UPV, Asociación de Antiguos Alumnos de la Universidad Politécnica de Valencia
- Sole Giménez es premiada por la Asociación de antiguos alumnos de la Universidad Politécnica de Valencia. Estos premios distinguen a antiguo alumnos de la UPV que han destacado en el ámbito político, social o empresarial.

2008: Premio de la Asociación de Vecinos y Consumidores del barrio de Patraix 08, a su trayectoria artística.
2009: Premio Micrófono de Oro, por su trayectoria en el mundo del espectáculo. Galardón que otorga la Asociación de Profesionales de la Radio y la Televisión.
2011: Premio Pepe Viyuela otorgado por la ciudad de Arnedo, por su compromiso con la poesía en sus letras.
2014: Medalla de “Sant Carles” por la Facultad de Bellas Artes de la Universidad Politécnica de Valencia por favorecer la promoción y difusión cultural y artística de la sociedad valenciana.